# Pío Bermejillo e Ibarra
Pío Bermejillo Ibarra (Valmaseda, España, 11 de julio de 1820 - Madrid, 1883). Comerciante, empresario y banquero español radicado en México durante la segunda mitad del siglo XIX.

## Biografía
Nació en la localidad vizcaína de Valmaseda en el seno de una familia humilde. Hijo de Cosme Bermejillo y Machín, caballero  hijodalgo  vizcaíno y de María  Bonifacia  Ibarra  y Gorrita.  Emigró a México en 1848, junto a uno de sus hermanos menores Nicolás, reclamados por Eugenio, el hermano mayor que llevaba ya 10 años en el país. Más tarde en 1858, llegaría su hermano menor José María Bermejillo Ibarra.
Fundó junto a su hermano Eugenio la casa Bermejillo y Compañía, en la Ciudad de México, ubicada en la calle de Capuchinas 10 en el centro de la ciudad (actualmente la calle de Venustiano Carranza 69), dedicados a la importación y comercialización de abarrotes mexicanos y españoles, a la exportación de azúcar e importación de azogue. Otro  de  los negocios  que  llamó  su  atención  fue  la  compraventa  de  bienes  inmuebles, sobre todo en la Ciudad de México. Y como casa de banca se dedicó a otorgar préstamos a particulares y al gobierno.  La casa comercial Bermejillo y Compañía destacó por ser una de las principales casas bancarias y de comercio en México durante la segunda mitad del siglo XIX. Eugenio y Pío Bermejillo Ibarra trabajaron juntos entre 1850 y 1854. Al parecer por problemas de salud, Eugenio regresó a España en 1854, radicándose en Bilbao, y posteriormente en Madrid. Pío entonces, quedó al frente de todos los negocios con la ayuda de su hermano Nicolás, que estaba en México desde 1848.
Contrajo matrimonio con Ignacia Martínez Negrete y Alba, hija de Francisco Martínez Negrete Ortiz de Rozas, empresario de gran éxito en Guadalajara, Jalisco, México,, con quien tuvo siete hijos. De regreso a España, se instaló en Madrid, donde gozó de una posición preeminente. El ascenso social alcanzado por este linaje queda ratificado por el hecho de que los dos hijos mayores de la pareja recibieron títulos nobiliarios, ya que a Luis Bermejillo Martínez Negrete se le concedió el marquesado de Mohernando, mientras que Francisco Javier Bermejillo Martínez Negrete recibió el marquesado de Bermejillo del Rey.
A su regreso a España aún pudo desarrollar una breve carrera política como Diputado en el congreso español en 1881. También invirtió una parte de su capital mexicano en acciones del Banco de España donde llegó a ser Consejero.
En sus últimas voluntades, Pío Bermejillo Ibarra realizó un legado significativo con objeto de que se realizaran obras de beneficencia en su localidad natal, Valmaseda. En 1892, los ediles decidieron bautizar una de las calles del centro de la villa con su nombre.
Los restos mortales de Pío Bermejillo Ibarra reposan en el panteón familiar de la sacramental de San Isidro de Madrid.
Su condición de benefactor de Valmaseda fue seguida y perpetuada por algunos de sus hijos, ya que, al menos dos de ellos, Pío y Luis Bermejillo Martínez Negrete, legaron a la villa de Valmaseda diversas sumas para distintos fines de carácter público.

## Actividades Comerciales y Empresariales
Pío Bermejillo fue uno de los principales banqueros de la capital mexicana. Tanto particulares como diferentes gobiernos en turno, recurrían a él para solicitar créditos. Supo administrar su dinero y decidir a quién prestarle y en dónde invertir. Rompió con el estereotipo del agiotista y fue más allá, convirtiéndose en un verdadero empresario, al aprovechar las oportunidades que la coyuntura política y económica de cada momento le presentó.
Pío Bermejillo invirtió en negocios que de alguna manera estaban relacionados con su labor de comerciante. En 1853 se interesó en la compra de haciendas productoras de azúcar. Compró las haciendas de San Vicente, Dolores y Chiconcuac, ubicadas en el hoy estado de Morelos, México. De  esta  forma se  convirtió  en  uno  de  los  hacendados  azucareros  más  importantes  de  la  región  y  formó  parte  de  una nueva generación de empresarios agrícolas que buscaron la reactivación del campo. Esto era a través de la implementación de medidas modernas como la disminución de costos, cambios en la forma de producción, control de la mano de obra e introducción de tecnología.
Bermejillo también dirigió sus inversiones al sector industrial, en particular, a la rama textil. En 1864 compró a los empresarios: Manuel Fernández Puertas, Tomás Carrera, Pedro María Pasalagua y Francisco Pasalagua la fábrica La Magdalena Contreras, ubicada a lo largo del río Magdalena, en los pueblos de Contreras, San Jacinto, Puente Sierra y Tizapán, en el valle de México. Su producción principal eran los hilados y tejidos e implementó durante la administración de Bermejillo, la modernización en su proceso de estampado y almidonado, del entintado de telas con tintes alemanes, la incorporación de máquinas para la fabricación de hilatura más fina y resistente y la instalación de telares con usos de alta velocidad para incrementar la productividad 
Finalmente,  Pío  Bermejillo se convirtió en uno de los pioneros de la constitución de compañías mexicanas  de  seguros  contra  incendios  y  sobre  la  vida.  El  8  de  enero  de 1865, junto con Cayetano Rubio, Vicente Escandón, hermano de Manuel Escandón, Germán Landa, R. Rincón Gallardo y Rosendo Prada formaron "La Previsora", que fue la primera compañía de seguros mutuos contra incendio en México, según aparece en el Diario del Imperio del 4 de febrero de 1865 y "La Bienhechora" cuya fundación se registra en el Diario del Imperio del martes 7 de febrero de 1865, compañía de seguros mutuos sobre la vida.

## La masacre de la Hacienda San Vicente Zacualpán en 1856
De las vivencias que Pío Bermejillo, seguramente ninguna tuvo el dramatismo de la tragedia que afectó a la familia por los sucesos acaecidos a finales de 1856. Por esos años la explotación y administración de haciendas y ranchos por los españoles generó tensiones en su contra, por parte de pobladores locales.
En enero de 1855, se produjeron distintos robos y saqueos que estaban relacionados con la orden del líder mexicano del sur, Juan Álvarez, de “fusilar a todo los españoles”, en el contexto de los violentos levantamientos militares contra el dictador Antonio López de Santa Anna, que protegía a los colonos españoles.
En 1856, Pío Bermejillo era dueño de las fincas de San Vicente Zacualpán, Dolores y Chinconcuac, de las tres, la más importante era la Hacienda San Vicente Zacualpán. Su hermano Nicolás, que la administraba, tuvo diferencias con un arrendatario llamado Trinidad Carrillo. Los Bermejillo, en consecuencia, le suspendieron el contrato de arrendamiento, de lo cual Trinidad juró vengarse.
Las tres Haciendas fueron asaltadas pero los sucesos más graves ocurrieron en la de San Vicente. Con los asaltantes entraron en la Hacienda y en la mañana del 18 de diciembre de 1856, asesinaron a sangre fría, tanto a Nicolás, que entonces tenía 26 años, como al joven de 15 años Juan Bermejillo y otros tres españoles empleados en la finca.
El suceso conmocionó a toda la nación, e incluso tuvo repercusiones políticas importantes. Como consecuencia de este acontecimiento luctuoso, el gobierno español rompió relaciones diplomáticas con México, por entender que el nuevo gobierno liberal alentaba el odio contra los hacendados españoles.
En 1876, Pío Bermejillo hizo levantar un monumento conmemorativo en los jardines del atrio de la Catedral de Cuernavaca, donde figuran los nombres de Nicolás y Juan Bermejillo, Ignacio Tejera, Víctor Allende y León Aguirre y la fecha 18 de diciembre de 1856. R.I.P. 